# 보로네시 (레이더)

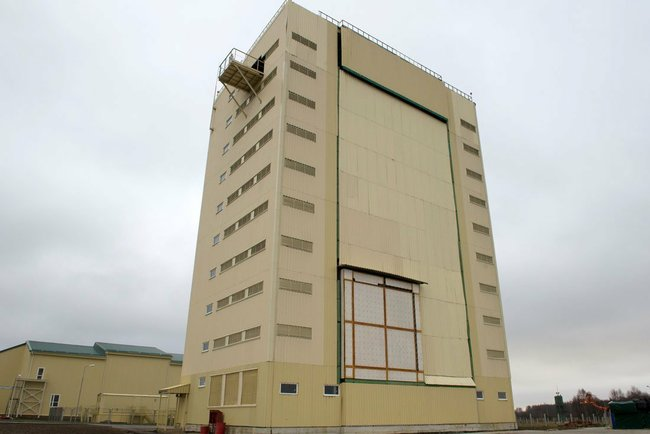
보로네시-DM

보로네시(러시아어: РЛС Воронеж)는 러시아의 지상 배치형 조기경보 레이다이다. 1만 킬로미터의 광활한 레이다 탐지거리를 갖고 있다. 러시아 국토의 각지에 설치되어 있다. 러시아를 향해 날아오는 대륙간 탄도 미사일, 혹은 탄도체를 원거리에서 탐지할 수 있다.

## 역사
2009년 실전배치되었다. 2020년까지 구형 조기경보 레이더를 모두 보로네시로 교체할 것이다.
UHF 보로네시-DM은 4천여 개의 부품으로 이루어졌던 기존 조기경보 시스템과는 달리 23개의 간단한 부품으로 구성되며 필요할 경우 손쉽게 이동배치할 수 있는 특성을 갖고 있다.
서울에서 가장 가까운 곳은 3,500 km 떨어진 예니세이스크에 2017년 설치된 보로네시-DM이다. 탐지거리 10,000 km로 대한민국은 물론 일본 전역을 감시할 수 있다. 500개의 목표물을 동시에 추적할 수 있다.
VHF 보로네시-M의 가격은 28억 5천만 루블(411억원)이다. UHF 보로네시-DM은 43억 루블(621억원)이다. 다른 조기경보레이더와 비교하면, 드네프르 레이더는 50억 루블(723억원), 다르얄 레이더는 198억 루블(2863억원)이다.

## 보로네시 레이다의 종류

### Voronezh-M (77Ya6-M)
- 주파수: 150–200 MHz (VHF)

VHF 보로네시-M 조기경보레이더는 5곳에 설치되어 있다.
러시아의 레이더 시스템 ‘보로네시(Voronezh)-M’은 탐지거리 6000㎞로, 중국 대륙 전체를 감시통제할 수 있다. 이 레이더 시스템은 지난 2015년 중반부터 가동이 시작됐다.
보로네즈-M 시설로 알려진 레닌그라드주의 렉터시 레이더 기지는 다른 레이더 기지들이 보통 영구적인 건물 등 시설물 건설로 이뤄진 것과 달리 다른 어떤 곳에든 새로 조립될 수 있도록 돼 있다.

### Voronezh-DM (77Ya6-DM)
- 탐지거리: 최대치(Max) 10,000Km, 수평선 6,000Km, 수직선 8,000Km.
- 주파수: 0.1 m 파장 (UHF)

8000 km 거리의 축구공 크기의 미사일을 탐지할 수 있다.
탐지거리 10,000 km의 보로네시-DM 조기경보레이더(UHF)는 4곳에 설치되어 있다.
- 아르마비르 레이더 기지
- 예니세이스크 레이더 기지
- 바르나울 레이더 기지
- 피오네르스키 레이더 기지

## 보로네시 레이다 스펙
- 레이다: Voronezh
- 주파수: UHF
- 탐지거리: 10,000Km
- 제조국:  러시아

### 탐지거리
- 최대치(Max): 10,000Km
- 수평선: 6,000Km
- 수직선: 8,000Km

## 같이 보기
- AN/TPY-2
- J/FPS-5
- J/FPS-3
- SSPARS
- 해상 기반 X-밴드 레이다
- A-135 탄도 미사일 방어 시스템